# Crowhurst Stream
Der Crowhurst Stream ist ein Wasserlauf in Surrey, in England im Südosten Großbritanniens. Er entsteht östlich von South Godstone aus zwei unbenannten Zuflüssen und fließt zunächst in südlicher Richtung. Nordöstlich von Blindley Heath wendet er sich nach Osten, um zu seiner Mündung in den River Eden zu fließen.